# Atlético Palmaflor
Club Deportivo Palmaflor del Trópico ist ein Fußballverein aus Villa Tunari in Bolivien. Der Verein wurde 2008 in Vinto gegründet und trägt seine Heimspiele im Estadio Bicentenario de Villa Tunari aus.

## Geschichte
Atlético Palmaflor wurde am 10. September 2008 als Club Municipal Vinto gegründet und in den Fußballverband von Cochabamba aufgenommen. Nach einigen Spielzeiten in den unteren Rängen des regionalen Fußballverbands geriet der Verein in finanzielle Schwierigkeiten, die 2017 zu seinem Verkauf an eine Gruppe von Unternehmern aus der Provinz Inquisivi im Departamento La Paz führten, die sich in Quillacollo niedergelassen hatten. Der Verein zog daraufhin von Vito im Departamento Cochabamba in die Stadt Quillacollo im Departamento La Paz um.
Mit neuen finanziellen Mitteln ausgestattet gelang dem Verein vom Amateurfußball aus 2019 der Aufstieg in die höchste Spielklasse Boliviens. In ihrer ersten Saison in der höchsten Spielklasse gelang es Palmaflor, sich gleich für den internationalen Wettbewerb, die Copa Sudamericana 2021, zu qualifizieren. Dort scheiterte Palmaflor in der 1. Runde an Ligakonkurrent Jorge Wilstermann. Am 16. November 2022 stieg der frühere Präsident Evo Morales in den Klub ein. Palmaflor änderte daraufhin den Namen zu Club Deportivo Palmaflor del Trópico, das Vereinslogo und wechselte den Standort von Quillacollo nach Villa Tunari.
2023 stieg der Klub als Tabellenletzter aus der höchsten Spielklasse ab.